# Starlito
Starlito (справжнє ім'я Джермейн Ерік Шют) (нар. 15 грудня 1984 р.) — американський репер, відомий своєю співрацею з Young Buck та лейблом Cashville Records. Колишній псевдонім виконавця: All $tar Cashville Prince. За свою кар'єру виконавець дисив Lil Wayne та Birdman.
Деякий час репер був підписантом лейблу Cash Money Records, який він згодом покинув. Starlito є учасником теннесійського гурту Trash Bag Gang. У квітні 2011 р. група видала свій дебютний мікстейп Bitch I Got a Plug.
У січні 2012 р. репер випустив мікстейп For My Foes, усі чотири пісні з якого потрапили до мюзиклу, відео тривалістю 23:28, яке було завантажено на YouTube. 31 березня 2012 р. Starlito випустив мікстейп Mental WARfare. На своєму сайті репер встановив для нього ціну $100. Цей вчинок виявився першоквітневим жартом.
Cold Turkey (2013) посів 107-му сходинку Billboard 200 з результатом у 3,8 тис. проданих копій за перший тиждень.

## Дискографія
Студійні альбоми
- 2002: Prince of the Ville: Underground Vol. 1
- 2013: Cold Turkey
- 2013: Fried Turkey
- 2014: Black Sheep Don't Grin
- 2015: I'm Moving to Houston

Міні-альбоми
- 2013: Attention, Tithes & Taxes

Мікстейпи
- 2006: Starlito's Way
- 2007: Starlito's Way 2
- 2008: I Love You
- 2008: I Love You Too Much
- 2009: I Still Love You
- 2008: The Tenn-a-keyan 2
- 2009: The Tenn-a-keyan 3
- 2009: The Tenn-a-keyan 3.5
- 2009: Renaissance Gangster
- 2009: Terminader Gold 60
- 2010: Starlito's Way 3: Life Insurance
- 2011: Free at Last
- 2011: @ War W/ Myself
- 2011: Ultimate Warrior
- 2012: UW: Separation Anxiety
- 2012: For My Foes
- 2012: Mental WARfare
- 2012: #PostTraumaticStress
- 2012: Funerals & Court Dates
- 2013: Insomnia Addict
- 2014: Theories
- 2015: Introversion
- 2015: Passed the Present

Спільні мікстейпи
- 2008: Starbucks (разом з Young Buck)
- 2011: Step Brothers (разом з Don Trip)
- 2013: Step Brothers 2 (разом з Don Trip)

### Гостьові появи
- 2006: «Drop It Off» (La Chat з участю All Star та Yo Gotti)
- 2006: «No More» (Birdman та Lil Wayne з уч. Starlito)
- 2006: «Spend It Cuz U Got It» (Yo Gotti з уч. All $tar Cashville Prince)
- 2006: «Work wit It» (Young Buck з уч. Yo Gotti, All Star та Lil Murda)
- 2007: «We Gangsta» (Birdman з уч. All Star та Yo Gotti)
- 2009: «Bag It Up» (Young Buck з уч. All Star та Yo Gotti)
- 2009: «Dopeman Bitch» (Young Buck з уч. All Star, $o$a Da Plug та 615)
- 2009: «Money Maker» (Young Buck з уч. Yo Gotti та All Star)
- 2009: «Play Foul» (Young Buck з уч. All Star)
- 2009: «You Know I Got It» (Young Buck з уч. All Star)
- 2010: «Any Nigga» (Yo Gotti та Zed Zilla з уч. Yung L.A., J. Futuristic та All Star)
- 2010: «I Be on Dat» (Tha City Paper з уч. C-Good та Starlito)
- 2010: «I'm a Hustla» (Tha City Paper з уч. Yo Gotti та Starlito)
- 2011: «Shotgun» (oFISHal з уч. Starlito та Tha Joker
- 2012: «Countin Money» (Bezzeled Gang з уч. Starlito)
- 2012: «I'ma Mess» (Don Trip з уч. Starlito та Wale)
- 2012: «The Feds» (Don Trip з уч. Starlito)
- 2012: «Touch the Ceilings» (Young Buck з уч. All Star)
- 2013: «Countin My Pockets» (Young Buck з уч. Starlito та Sosa tha Plug)
- 2014: «Genius Wrote It» (Tha City Paper з уч. Starlito та Petty)
- 2014: «Here I Go» (Snootie Wild з уч. Starlito)
- 2014: «MYB» (Kevin Gates та Bread Winner Kane з уч. Starlito)
- 2014: «Road Warriors» (Don Trip з уч. Starlito)
- 2014: «Shit Freestyle» (Kevin Gates та Bread Winner Kane з уч. Starlito)
- 2015: «My Business» (Lil Murda з уч. Starlito)
- 2015: «On My Way» (Don Trip з уч. Singa B та Starlito)
- 2015: «Po Up» (Dreco з уч. Starlito)
- 2015: «Push da Line» (Young Buck з уч. Starlito та Don Trip)

## Фільмографія
- 2013: «Reasonable Emotion» (короткометражний)